# Fiona Lorenz
Fiona Lorenz (geboren 20. August 1962 in West-Berlin; gestorben 29. Juli 2014 in Potsdam) war eine deutsch-britische Übersetzerin und humanistische Aktivistin. Als solche war sie im Beirat der Giordano-Bruno-Stiftung, Mitglied im Humanistischen Verband Berlin-Brandenburg und Redakteurin des Humanistischen Pressedienstes.

## Leben
Fiona Lorenz wuchs in einem deutsch-britischen Haushalt zweisprachig auf. Sprachkenntnisse in Luxemburgisch, Französisch und Spanisch eignete sie sich später an.
1976 bis 1981 ging Lorenz am Marburger Landschulheim Steinmühle zur Schule und schloss dort mit dem Abitur ab.
Sie studierte von 1981 bis 1986 Anglistik, Amerikanistik und Japanologie an der Universität Marburg. Von 1986 bis 1988 ließ sie sich in Marburg zur Fremdsprachensekretärin ausbilden.
1988 begann sie an der Universität Trier ein Studium der Pädagogik, das sie 1994 als Diplompädagogin abschloss. In der Zeit von 1994 bis 1996 war sie Frauenbeauftragte an derselben Hochschule. 1997 bis 2003 promovierte sie an der Universität Trier im Fach Pädagogik zum Dissertationsthema Lebensraum Universität. Eine Leitfadenbefragung von Hochschulabsolventinnen und -absolventen.
2009 wurde im Rowohlt Verlag ihr Buch Wozu brauche ich einen Gott? herausgegeben. Das 2011 von Michael Schmidt-Salomon veröffentlichte Kinderbuch Wo bitte geht’s zu Gott? fragte das kleine Ferkel übersetzte Lorenz später ins Englische.
Auf streitbar.eu veröffentlichte sie einen, für den Humanistischen Pressedienst verfassten, Aufsatz gegen die Frauenquote.
Lorenz war bereits 2001 an Brustkrebs erkrankt und starb im Juli 2014 im Alter von 51 Jahren an dessen Folgen.

## Publikationen
- Lebensraum Universität: Lebenskonzepte von Hochschulabsolventinnen und -absolventen. Deutscher Universitätsverlag, Wiesbaden 2004, ISBN  978-3-8244-4564-6 (Zugleich Dissertation an der Universität Trier 2003).
- Wozu brauche ich einen Gott? Gespräche mit Abtrünnigen und Ungläubigen, Illustrationen von Ralf König, rororo, Reinbek bei Hamburg 2009, ISBN 978-3-499-62473-5.